# William Miller (attore)
William Miller (Hackney, 8 giugno 1996) è un attore ed ex calciatore britannico.

## Biografia

### Primi anni
William Finn Miller è nato a Hackney l'8 giugno 1996. È figlio del regista televisivo Sam Miller e dell'attrice Janine Wood.
Ha giocato a calcio nel Leyton Orient dall'età di sette ai dodici anni.

### Carriera da attore
Miller ha fatto il suo debutto come attore nel 2006 nel film drammatico Krakatoa: The Last Days, diretto dal padre, ma deve la sua fama internazionale dall'essere stato scelto, all'età di undici anni, per la parte del protagonista nella miniserie televisiva della BBC One Oliver Twist, adattamento dell'omonimo romanzo di Charles Dickens.
In seguito Miller fu protagonista della miniserie Runaway, che faceva parte della stagione della CBBC dedicata ai senzatetto.
L'ultima sua apparizione cinematografica fu nel film The Kid del 2010.

### Carriera da calciatore
Avendo precedentemente giocato nelle giovanili del Leyton Orient, Miller si è unito al centro di sviluppo del Tottenham quando aveva 14 anni ed ha firmato un contratto quando ne aveva sedici. Ha giocato regolarmente con la squadra Under 16 del Tottenham nel corso della stagione 2012-2013 prima di unirsi al Tottenham a tempo pieno nell'estate del 2013.
Il 21 settembre 2013, Miller è stato selezionato per una squadra della nazionale inglese under 18 per due partite contro l'Ungheria, l'11 e il 14 ottobre 2013.
Il 25 agosto 2016, Miller è passato in prestito al Burton Albion. Il suo primo gol per il club è arrivato il 10 settembre dello stesso anno, un pareggio nel finale contro il Wolverhampton Wanderers. Nel gennaio 2018, si è infortunato al ginocchio in una partita contro il Queens Park Rangers, ponendo così fine prematuramente alla stagione per lui.
Nella stagione 2018-19, ha segnato un gol nel pareggio per 1-1 contro il Plymouth Argyle nel dicembre 2018. Miller ha lasciato il Burton Albion alla fine del contratto nel 2019.
In un'intervista con il The Guardian nell'aprile 2020, Miller ha rivelato di essersi ritirato dal calcio e di voler intraprendere la carriera di regista e musicista.

## Filmografia

### Attore

#### Cinema
- The Kid, regia di Nick Moran (2010)
- Past Tense, regia di William Miller - cortometraggio (2022)

#### Televisione
- Krakatoa: The Last Days, regia di Sam Miller – film TV (2006)
- Oliver Twist, regia di Coky Giedroyc – miniserie TV (2007)
- Runaway, regia di Paul Wilmshurst – miniserie TV (2009)

### Regista
- Past Tense - cortometraggio (2022)
- Broke - cortometraggio (2022)